# Berlin, Kentucky
Berlin este o localitate cu 400 loc. situată în comitatul Bracken County, statul Kentucky, SUA.

## Personalități
- John M. Robsion, politician

1. 1 2  Geographic Names Information System, accesat în 10 aprilie 2021